# Ensina decisa
Ensina decisa är en tvåvingeart som beskrevs av Thomas Vernon Wollaston 1858. Ensina decisa ingår i släktet Ensina och familjen borrflugor. Inga underarter finns listade i Catalogue of Life.